# مدرسة سانت إدموند
مدرسة سانت إدموند (بالإنجليزية: St Edmund's School, Hindhead)‏ هي حضانة مختلطة ومدرسة تمهيدية وتحضيرية ومدرسة ثانوية تقع في قرية هيندهيد، على بعد حوالي 10.5 أميال جنوب غرب مدينة غلدفورد في سري. تأسست في هونستانتون، نورفك، في عام 1874.

## وصلات خارجية
- الموقع الرسمي